# 胡国柱
胡国柱（？—1681年），字擎天，号怡斋，明末清初人物。
胡国柱是吴三桂的女婿，清世祖顺治十一年（1654年）举人。清圣祖康熙十二年（1673年）十一月，吴三桂起兵反清，胡国柱率兵乱刀砍杀清朝云南巡抚朱国治。吴三桂攻取各省时，胡国柱奉命留守云南。康熙十五年（1673年），吴三桂派胡国柱增兵以守长沙。康熙十七年（1673年），吴三桂派遣马宝、胡国柱等攻永兴县，清朝的都统宜理布、护军统领哈克山出战，战死。吴三桂死后，吴世璠即位。马宝、胡国柱正在攻打永兴，闻丧，焚烧营垒，率军回到衡州。清军出击，吴应麒收残卒，挟辎重，逃到长沙，胡国柱也弃城与他一起逃走。吴应麒自岳州退守辰州，胡国柱自长沙退守辰龙关。康熙十九年（1673年），清朝将军赵良栋、王进宝攻下四川，吴应麒、胡国柱逃到贵阳。吴世璠令马宝、胡国柱等出掠四川。康熙二十年（1673年），吴世璠召马宝、胡国柱、夏国相等回救云南。胡国柱自丽江、鹤庆逃到云龙州（今云南省云龙县），被迫自缢而死。